# Barkas (auto)

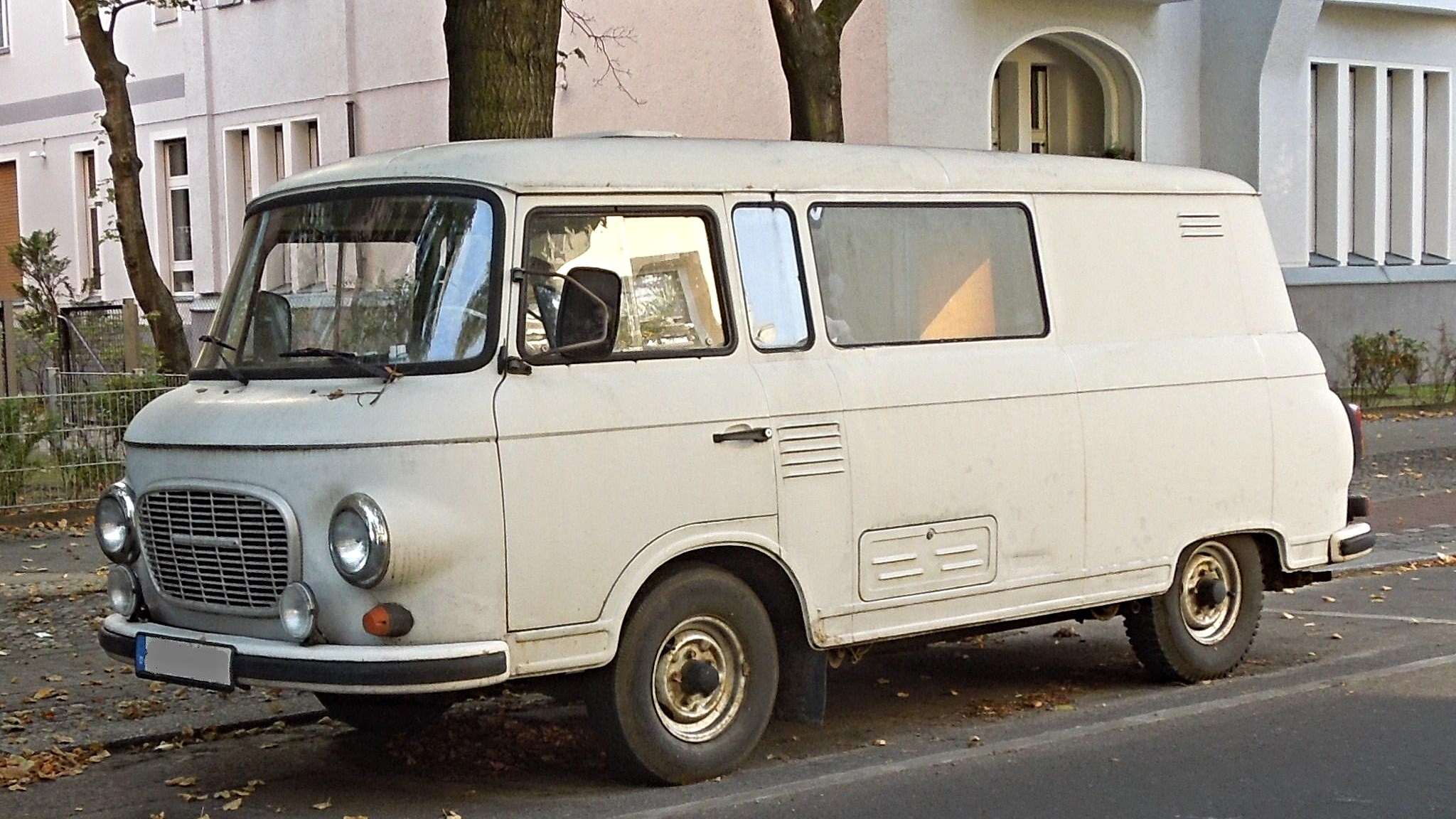
Barkas B1000

Barkas was een fabriek van bestelbussen in de DDR. De naam komt van Hamilcar Barkas, een veldheer uit Carthago. Letterlijk vertaald betekent Barkas "de bliksem". Het bekendste model was de Barkas B1000.

## Geschiedenis
VEB Barkas-Werke Hainichen is in 1957 ontstaan als opvolger van de Framo-fabriek in Frankenberg/Sa. (later Hainichen). Deze fabriek werd in de DDR een Volkseigener Betrieb en onderdeel van het Industrieverband Fahrzeugbau (IFA). In 1958 werd het bedrijf met andere samengevoegd en ontstond VEB Barkas-Werke Karl-Marx-Stadt, gevestigd in Karl-Marx-Stadt als producent van de Barkas V901/2.

### B1000 en B1000-1
In 1961 werd de Barkas B1000 gepresenteerd met het voor toenmalige begrippen hoge laadvermogen van 1000 kg. De B1000 had een driecilinder tweetaktmotor met mengsmering met een cilinderinhoud van 1000 cm³ die 46 pk leverde. De motor was midden tussen de stoelen voor de chauffeur en de bijrijder aangebracht en kon worden bereikt via een kleine afneembare motorkap in de cabine en een inspectieluikje. Het eerste exemplaar rolde op 14 juni 1961 van de lopende band. Dankzij talrijke opbouwvarianten, met open laadbak, gesloten laadbak, bestelbus, en kraanwagen was de B1000 op veel gebieden inzetbaar. Zo bestonden er uitvoeringen voor personenvervoer, en als politiebusje, ambulance, blusvoertuig, ladderwagen, pick-up en militair voertuig.
Wegens zijn eenvoudige constructie was de B1000 relatief robuust en betrouwbaar. Hij had vanaf het begin voorwielaandrijving. Er bestond slechts één standaardmodel, dat voortdurend werd verbeterd. Zo werd vanaf 1975 de stoel voor de bestuurder voorzien van een veiligheidsgordel en vanaf 1978 ook de bijrijdersstoel, werd vanaf 1984 de brandstofvoorraad en de koelwatertemperatuur aangegeven met leds en werd in 1987 het achterste portier in de gesloten uitvoering vervangen door een schuifdeur. Op 8 april 1987 rolde de 150.000e B1000 uit de fabriek.
In de herfst van 1989 werd de eerste B1000-1 gepresenteerd op de herfstbeurs van Leipzig. Net als de Wartburg 1.3 had deze een door Volkswagen AG ontworpen 58 pk viertaktmotor van 1272 cc, die in Karl-Marx-Stadt in licentie werd geproduceerd. Het eerste exemplaar van de B1000-1 rolde op 1 september 1990 van de lopende band. Op 10 april 1991 werd de productie van de B1000-1 gestaakt. Er waren toen 1961 stuks gebouwd. Omdat deze versie nogal roestgevoelig was, is hij snel uit het straatbeeld verdwenen. De productiefaciliteiten in Hainichen werden gedemonteerd. Ze zouden naar Rusland worden overgebracht, maar om financiële redenen werd daar uiteindelijk van afgezien.

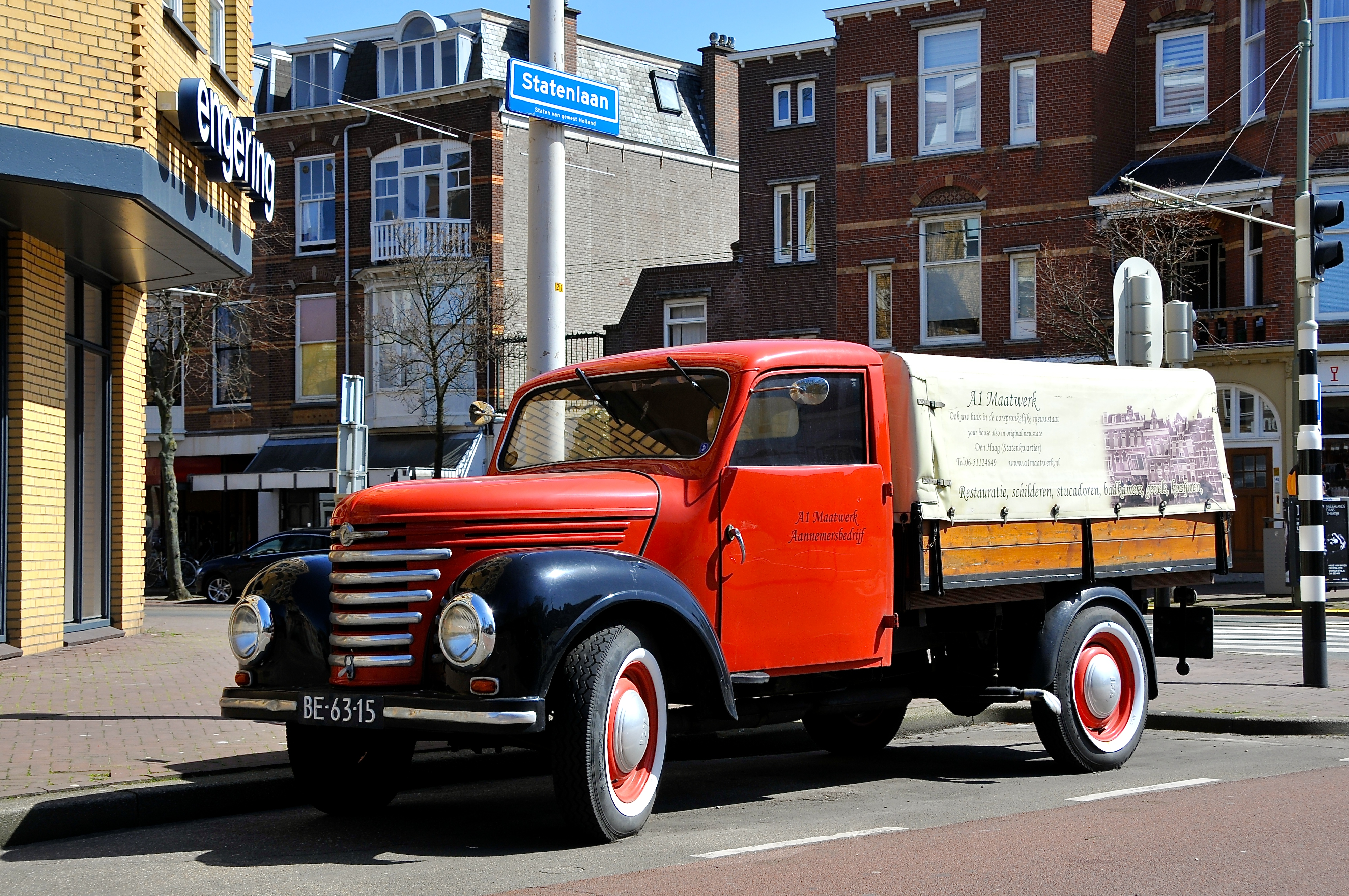
Barkas V901/2 uit 1957, gefotografeerd in Den Haag.
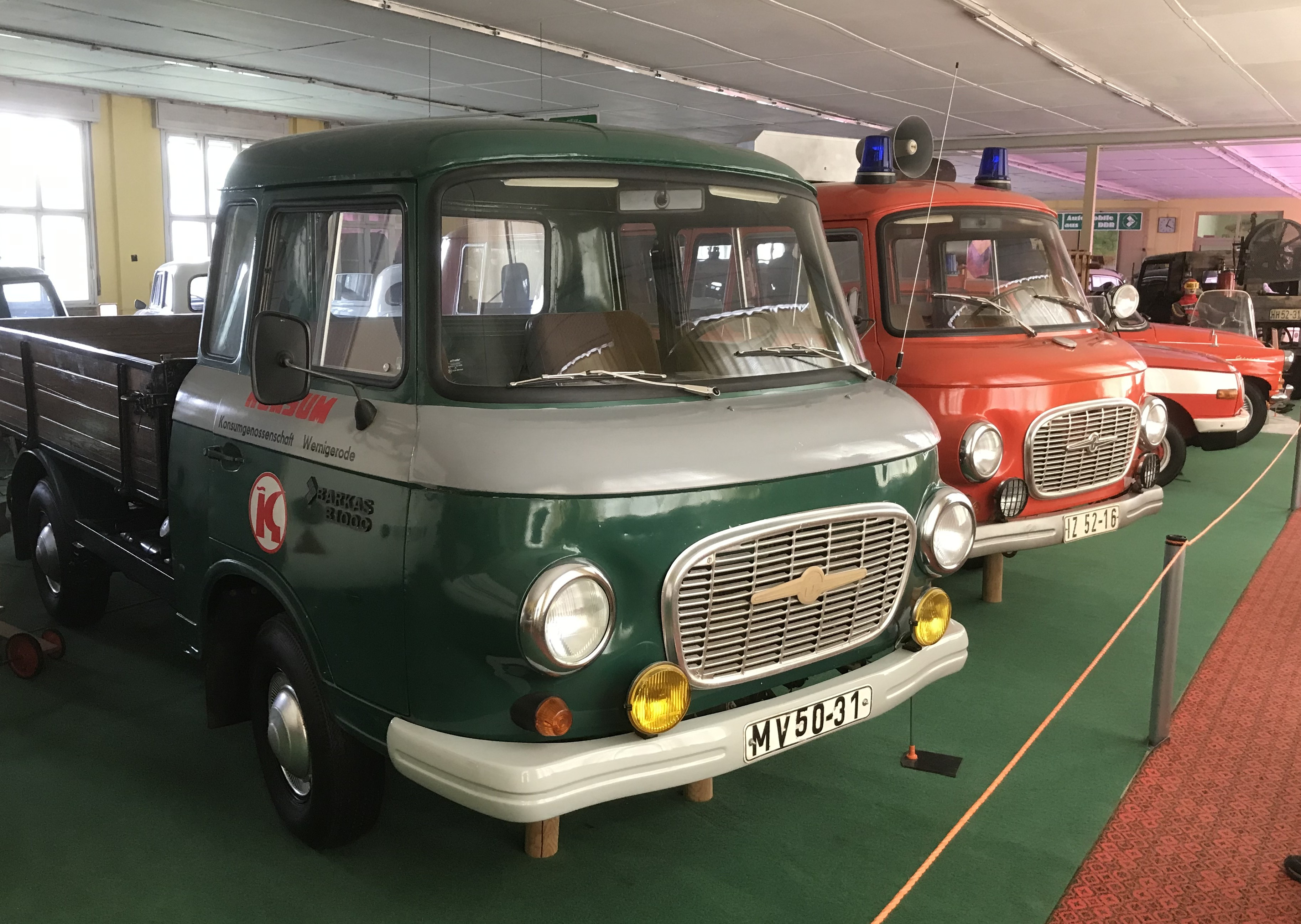
Barkas B1000 met open laadvloer in het Ostdeutsches Fahrzeugmuseum
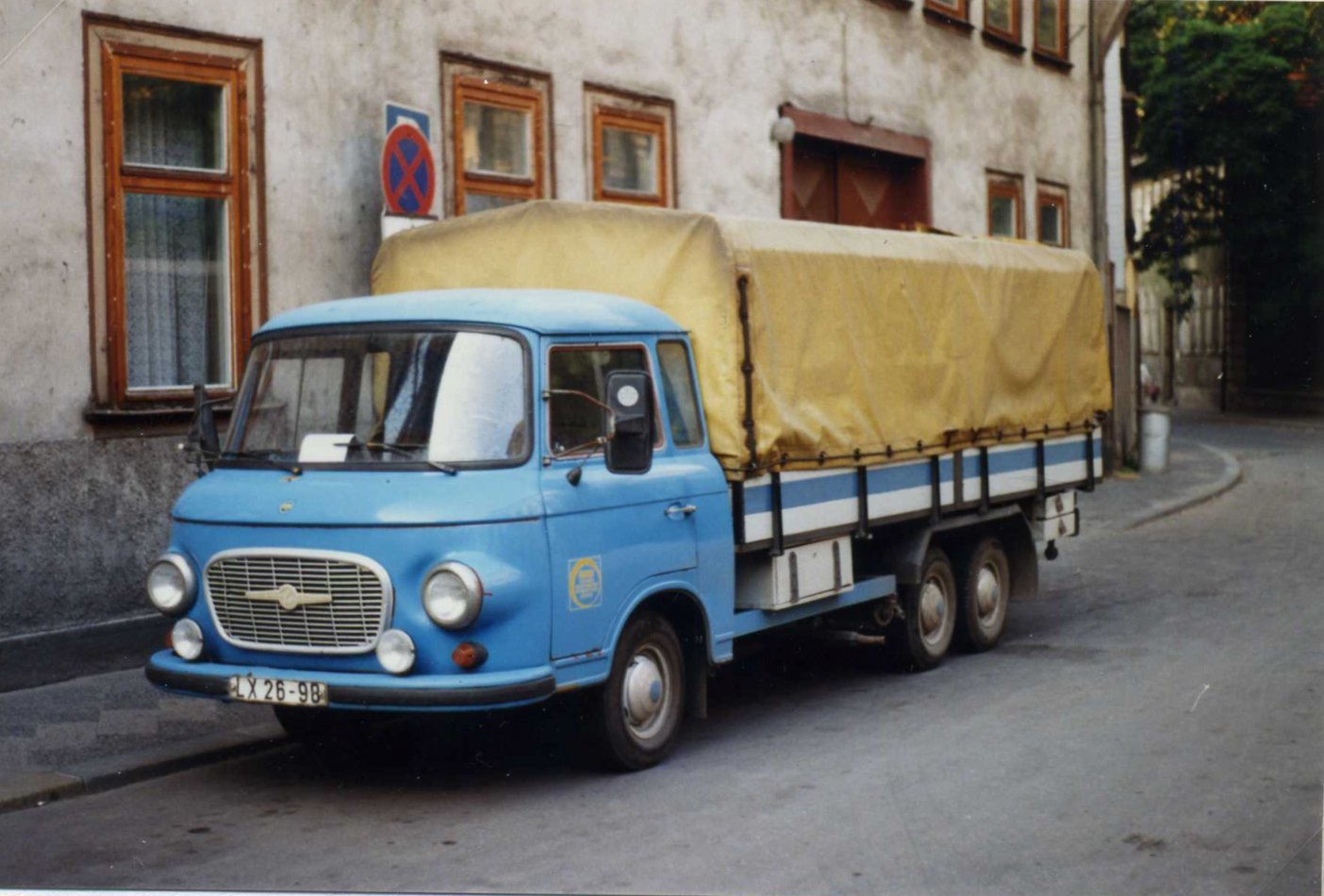
Barkas B1000 drieasser in 1989 in Erfurt.
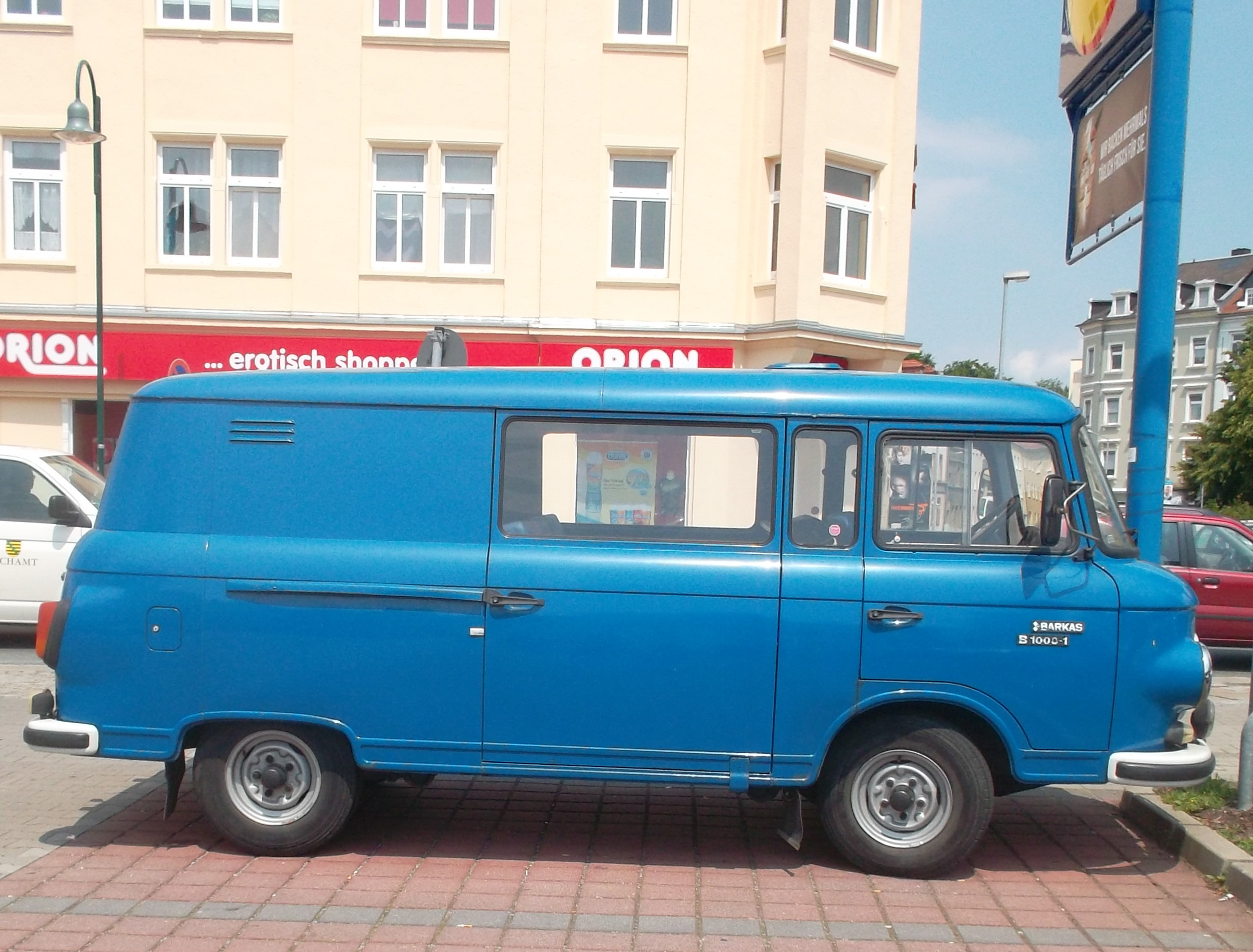
Barkas B1000-1.
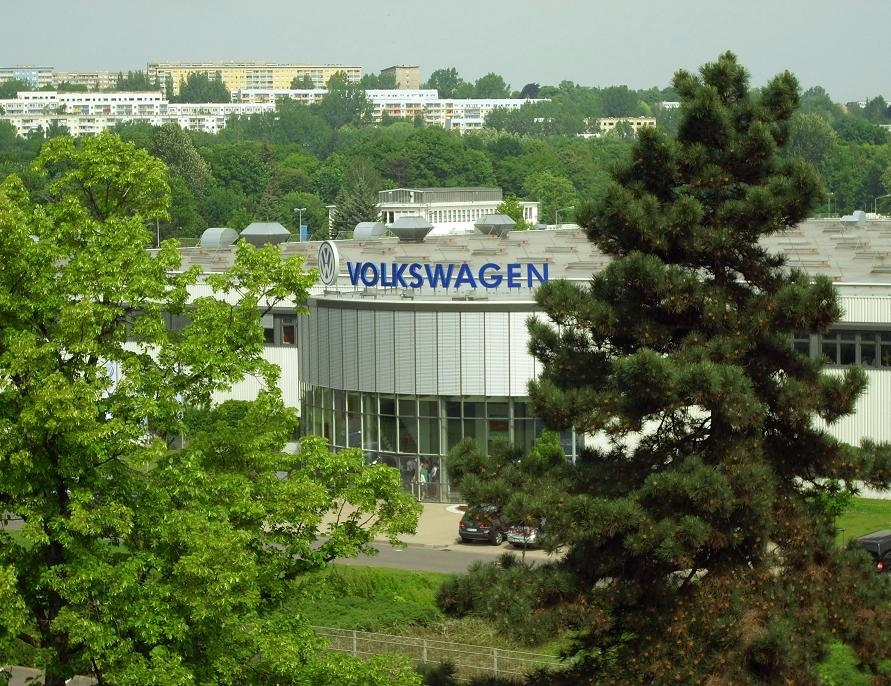
Volkswagen-motorenfabriek in Chemnitz, 2008.

### Productie van motoren
Naast de Barkas-bestelwagens werden bij Barkas ook de motor voor de Trabant en later viertakt-onderblokken geproduceerd. Na die Wende werd de motorenfabriek voortgezet als Motorenwerke Chemnitz GmbH en ontwikkelde zich vervolgens binnen Volkswagen Sachsen GmbH tot een grote fabrikant van motoren en andere voertuigcomponenten.